# Équipe de Hongrie de football à la Coupe du monde 1978
L'équipe de Hongrie de football participe à sa septième Coupe du monde lors de l'édition 1978 qui se tient en Argentine du 1er au 25 juin 1978. Elle se qualifie en terminant en tête de son groupe des éliminatoires, devant l'Union soviétique et la Grèce puis en s'imposant contre la Bolivie, en barrage intercontinental. Les Hongrois font leur retour en Coupe du monde, douze ans après leur dernière participation, lors du mondial 1966 en Angleterre.
Une nouvelle fois dirigée par Lajos Baróti, la sélection ne parvient pas à sortir du premier tour où elle tombe dans un groupe très relevé en compagnie du pays hôte, l'Argentine, de l'Italie et de la France. Les Hongrois perdent leurs trois rencontres, leur seul fait d'armes reste l'ouverture du score par Károly Csapó lors du premier match contre les Argentins.

## Phase qualificative
Comme lors des éliminatoires de la Coupe du monde 1974, le vainqueur du groupe 9 de la zone Europe n'est pas directement qualifié pour la phase finale mais pour le barrage contre une nation d'Amérique du Sud. C'est la Hongrie qui termine en tête, devant l'Union soviétique et la Grèce et qui se qualifie pour le barrage face à la Bolivie.
| Rang | Équipe           | Pts | J | G | N | P | Bp | Bc | Diff |  | Résultats (▼ dom., ► ext.) |     |     |     |
| ---- | ---------------- | --- | - | - | - | - | -- | -- | ---- |  | -------------------------- | --- | --- | --- |
| 1    | Hongrie          | 5   | 4 | 2 | 1 | 1 | 6  | 4  | +2   |  | Hongrie                    |     | 2-1 | 3-0 |
| 2    | Union soviétique | 4   | 4 | 2 | 0 | 2 | 5  | 3  | +2   |  | Union soviétique           | 2-0 |     | 2-0 |
| 3    | Grèce            | 3   | 4 | 1 | 1 | 2 | 2  | 6  | -4   |  | Grèce                      | 1-1 | 1-0 |     |

| 9 octobre 1976 | Grèce           | 1 - 1 | Hongrie    | Stade Karaïskaki, Le Pirée                    |                                               |
|                | Papaïoánnou 68e |       | Kereki 84e | Spectateurs : 25 255 Arbitrage : Franz Wöhrer | Spectateurs : 25 255 Arbitrage : Franz Wöhrer |
|                | détails         |       |            | Spectateurs : 25 255 Arbitrage : Franz Wöhrer | Spectateurs : 25 255 Arbitrage : Franz Wöhrer |

| 30 avril 1977 | Hongrie                  | 2 - 1 | Union soviétique | Nepstadion, Budapest                            |                                                 |
|               | Nyilasi 44e · Kereki 67e |       | Kipiani 88e      | Spectateurs : 80 000 Arbitrage : Heinz Aldinger | Spectateurs : 80 000 Arbitrage : Heinz Aldinger |
|               | détails                  |       |                  | Spectateurs : 80 000 Arbitrage : Heinz Aldinger | Spectateurs : 80 000 Arbitrage : Heinz Aldinger |

| 18 mai 1977 | Union soviétique             | 2 - 0 | Hongrie | Stade du Dinamo, Tbilissi                    |                                              |
|             | Buryak 3e · Bálint 14e (csc) |       |         | Spectateurs : 75 000 Arbitrage : Jack Taylor | Spectateurs : 75 000 Arbitrage : Jack Taylor |
|             | détails                      |       |         | Spectateurs : 75 000 Arbitrage : Jack Taylor | Spectateurs : 75 000 Arbitrage : Jack Taylor |

| 28 mai 1977 | Hongrie                                 | 3 - 0 | Grèce | Nepstadion, Budapest                           |                                                |
|             | Pusztai 13e · Nyilasi 15e · Fazekas 88e |       |       | Spectateurs : 70 000 Arbitrage : Johannes Beck | Spectateurs : 70 000 Arbitrage : Johannes Beck |
|             | détails                                 |       |       | Spectateurs : 70 000 Arbitrage : Johannes Beck | Spectateurs : 70 000 Arbitrage : Johannes Beck |

### Barrage intercontinental
| Équipe 1 | Résultat | Équipe 2 | Aller | Retour |
| -------- | -------- | -------- | ----- | ------ |
| Hongrie  | 9 - 2    | Bolivie  | 6 - 0 | 3 - 2  |

| 29 octobre 1977 | Hongrie                                                                       | 6 - 0 | Bolivie | Nepstadion, Budapest                                |                                                     |
|                 | Nyilasi 12e · Törőcsik 19e · Zombori 21e · Várady 27e · Pintér 40e · Nagy 81e |       |         | Spectateurs : 60 000 Arbitrage : Ramon Barreto Ruiz | Spectateurs : 60 000 Arbitrage : Ramon Barreto Ruiz |
|                 | (Rapport)                                                                     |       |         | Spectateurs : 60 000 Arbitrage : Ramon Barreto Ruiz | Spectateurs : 60 000 Arbitrage : Ramon Barreto Ruiz |

| 30 novembre 1977 | Bolivie                  | 2 - 3 | Hongrie                                         | Estadio Hernando Siles, La Paz                  |                                                 |
|                  | Aragonés 47e (pen.), 90e |       | Törőcsik 18e · Halász 43e · Del Llano 82e (csc) | Spectateurs : 55 000 Arbitrage : Charles Corver | Spectateurs : 55 000 Arbitrage : Charles Corver |
|                  | (Rapport)                |       |                                                 | Spectateurs : 55 000 Arbitrage : Charles Corver | Spectateurs : 55 000 Arbitrage : Charles Corver |

## Phase finale

### Premier tour
| Classement du groupe I |           |     |   |   |   |   |    |    |      |
|                        | Équipe    | Pts | J | G | N | P | BP | BC | Diff |
| 1                      | Italie    | 6   | 3 | 3 | 0 | 0 | 6  | 2  | +4   |
| 2                      | Argentine | 4   | 3 | 2 | 0 | 1 | 4  | 3  | +1   |
| 3                      | France    | 2   | 3 | 1 | 0 | 2 | 5  | 5  | 0    |
| 4                      | Hongrie   | 0   | 3 | 0 | 0 | 3 | 3  | 8  | -5   |

| 2 juin  | Italie    | 2 | 1 | France    |
| 2 juin  | Argentine | 2 | 1 | Hongrie   |
| 6 juin  | Italie    | 3 | 1 | Hongrie   |
| 6 juin  | Argentine | 2 | 1 | France    |
| 10 juin | Italie    | 1 | 0 | Argentine |
| 10 juin | France    | 3 | 1 | Hongrie   |

| 2 juin 1978 | Argentine               | 2 - 1 | Hongrie  | Estadio Monumental, Buenos Aires                 |                                                  |
| 19:15       | Luque 14e · Bertoni 83e |       | Csapó 9e | Spectateurs : 71 615 Arbitrage : Antonio Garrido | Spectateurs : 71 615 Arbitrage : Antonio Garrido |
| 19:15       | (Rapport)               |       |          | Spectateurs : 71 615 Arbitrage : Antonio Garrido | Spectateurs : 71 615 Arbitrage : Antonio Garrido |

| 6 juin 1978 | Italie                                | 3 - 1 | Hongrie        | Stade José Maria Minella, Mar del Plata             |                                                     |
| 13:45       | Rossi 34e · Bettega 35e · Benetti 61e |       | Tóth 81e (pen) | Spectateurs : 26 533 Arbitrage : Ramon Barreto Ruiz | Spectateurs : 26 533 Arbitrage : Ramon Barreto Ruiz |
| 13:45       | (Rapport)                             |       |                | Spectateurs : 26 533 Arbitrage : Ramon Barreto Ruiz | Spectateurs : 26 533 Arbitrage : Ramon Barreto Ruiz |

| 10 juin 1978 | France                                  | 3 - 1 | Hongrie     | Stade José Maria Minella, Mar del Plata               |                                                       |
| 14:30        | Lopez 23e · Berdoll 38e · Rocheteau 42e |       | Zombori 41e | Spectateurs : 23 127 Arbitrage : Arnaldo Cézar Coelho | Spectateurs : 23 127 Arbitrage : Arnaldo Cézar Coelho |
| 14:30        | (Rapport)                               |       |             | Spectateurs : 23 127 Arbitrage : Arnaldo Cézar Coelho | Spectateurs : 23 127 Arbitrage : Arnaldo Cézar Coelho |

## Effectif
Lajos Baróti est le sélectionneur de la Hongrie durant la Coupe du monde.
| No. | Pos.      | Joueur            | Date de naissance et âge | Sélec. | Club            |
| --- | --------- | ----------------- | ------------------------ | ------ | --------------- |
| 1   | Gardien   | Sándor Gujdár     | 8 novembre 1951          | 19     | Budapest Honvéd |
| 2   | Défenseur | Péter Török       | 18 avril 1951            | 29     | Vasas SC        |
| 3   | Défenseur | István Kocsis     | 6 octobre 1949           | 6      | Budapest Honvéd |
| 4   | Milieu    | József Tóth       | 2 décembre 1951          | 25     | Újpest Dózsa    |
| 5   | Milieu    | Sándor Zombori    | 31 octobre 1951          | 16     | Vasas SC        |
| 6   | Défenseur | Zoltán Kereki (c) | 13 juillet 1953          | 24     | Haladás VSE     |
| 7   | Attaquant | László Fazekas    | 15 octobre 1947          | 71     | Újpest Dózsa    |
| 8   | Attaquant | Tibor Nyilasi     | 18 janvier 1955          | 26     | Ferencváros TC  |
| 9   | Attaquant | András Törőcsik   | 1er mai 1955             | 11     | Újpest Dózsa    |
| 10  | Milieu    | Sándor Pintér     | 18 juillet 1950          | 32     | Budapest Honvéd |
| 11  | Attaquant | Béla Várady       | 12 avril 1953            | 28     | Vasas SC        |
| 12  | Défenseur | Győző Martos      | 15 décembre 1949         | 11     | Ferencváros TC  |
| 13  | Milieu    | Károly Csapó      | 23 février 1952          | 5      | Tatabányai BSK  |
| 14  | Défenseur | László Bálint     | 1er février 1948         | 54     | Ferencváros TC  |
| 15  | Défenseur | Tibor Rab         | 2 octobre 1955           | 11     | Ferencváros TC  |
| 16  | Milieu    | István Halász     | 12 octobre 1951          | 3      | Tatabányai BSK  |
| 17  | Attaquant | László Pusztai    | 1er mars 1946            | 22     | Ferencváros TC  |
| 18  | Milieu    | László Nagy       | 21 octobre 1949          | 21     | Újpest Dózsa    |
| 19  | Attaquant | András Tóth       | 5 septembre 1949         | 14     | Újpest Dózsa    |
| 20  | Milieu    | Ferenc Fülöp      | 22 février 1955          | 0      | MTK Budapest FC |
| 21  | Gardien   | Ferenc Mészáros   | 11 avril 1950            | 13     | Vasas SC        |
| 22  | Gardien   | László Kovács     | 24 avril 1951            | 12     | Videoton FCF    |